# Frombork (stad)
Frombork (Duits: Frauenburg) is een stad in de Poolse provincie Ermland-Mazurië op een heuvel aan het Wislahaf, die grote cultuurhistorische betekenis heeft. De haven is een uitvalsbasis voor de vissersvloot en heeft een kleine kade voor jachten. Het is een halte voor passagiersschepen die op de Wisła (rivier)-lagune varen. 

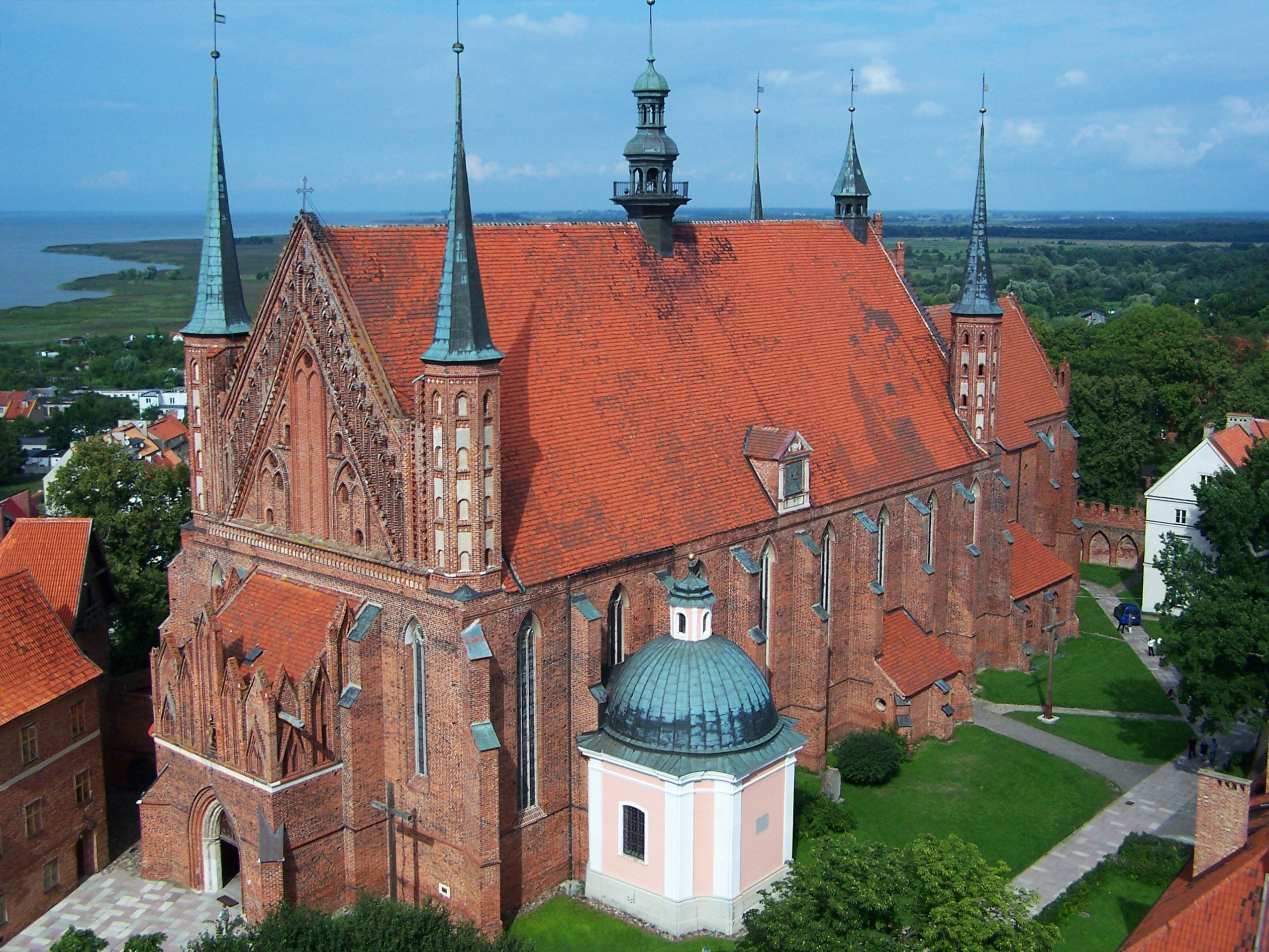
Kathedraal van Frombork

## Geschiedenis
Frombork werd gesticht door de Duitse Orde en droeg destijds de naam Frauenburg, waarvan de tegenwoordig Poolse naam is afgeleid. In 1310 kreeg het stadsrechten van bisschop Eberhard von Neisse. Van 1466 tot 1772 was het stadje Pools, waarna het tot 1945 tot Oost-Pruisen behoorde. In de Tweede Wereldoorlog leed Frombork zware schade.

## Bezienswaardigheden
Pronkstuk van de stad is de kathedrale basiliek van Maria-Hemelvaart en Sint-Andreas, een belangrijke vertegenwoordiger van de baksteengotiek, die tussen 1329 en 1388 werd gebouwd. In deze kerk werd in 1543 Nicolaas Copernicus begraven, die een groot deel van zijn leven in Frauenburg woonde. In mei 2010 kreeg hij een ereplaatsje in de kathedraal van Frombork. In Frombork is zijn observatorium nog te zien.

## Overleden
- Nicolaas Copernicus (1473-1543), wiskundige, arts en astronoom